# Panotrogus kabulensis
Panotrogus kabulensis är en skalbaggsart som beskrevs av Keith 2002. Panotrogus kabulensis ingår i släktet Panotrogus och familjen Melolonthidae. Inga underarter finns listade i Catalogue of Life.